# Teorie del complotto sull'attentato al Pentagono dell'11 settembre 2001
Le teorie del complotto sull'attentato al Pentagono dell'11 settembre 2001 sono una serie di teorie del complotto che sostengono come argomento centrale il fatto che l'attentato al Pentagono dell'11 settembre 2001 sia da imputare a soggetti diversi dal terrorismo islamico.
Dopo l'11 settembre sono stati pubblicati diversi saggi, articoli e documentari, spesso con fini commerciali, con lo scopo di discutere ipotetiche incongruenze nella ricostruzione tecnica e giudiziaria dei fatti, senza tuttavia fornire alcuna completa versione alternativa. La versione ufficiale invece, è stata ampiamente dimostrata da perizie tecniche e testimonianze indipendenti.

## Prevedibilità dell'utilizzazione di aerei come missili
Subito dopo gli attacchi, il Presidente George W. Bush  ha dichiarato: «Nessuno, almeno nel nostro governo, e non penso neanche nel precedente governo, poteva prevedere che degli aerei venissero fatti schiantare su degli edifici» e il Segretario di Stato Condoleezza Rice ha sostenuto: «nessuno avrebbe potuto prevedere che avrebbero cercato di usare un aereo come un missile». Un generale dell'Air Force ha definito l'attacco «qualcosa che non avevamo mai visto prima, qualcosa a cui non avevamo nemmeno pensato». Alcuni giorni dopo gli attacchi, il Direttore dell'FBI Robert Mueller ha dichiarato: «Non ci sono stati segnali di avvertimento di cui sono a conoscenza che indicassero questo tipo di operazione nel nostro paese».
Secondo i teorici del complotto invece tale possibilità era prevedibile ritenendo che alcune informazioni riportate nei media mainstream sarebbero in conflitto con le precedenti dichiarazioni, e sostenendo che l'FBI, la CIA e il governo sapessero della minaccia di aerei usati come missili sin dal 1995, quando era stato sventato il Progetto Bojinka.
Nel settembre 2002, un anno dopo gli attentati dell'11 settembre, il Chicago Sun-Times ha riportato che:
«L'FBI aveva indicazioni anticipate riguardo a piani per dirottare aerei di linea americani e usarli come armi, ma non ha agito di conseguenza né ha fornito queste informazioni alle agenzie della polizia locale. Sin dal momento degli attentati dell'11 settembre, tutti gli alti ufficiali federali hanno insistito che il metodo dell'operazione dei terroristi li ha colti di sorpresa. Molti continuano a sostenere questa storia. In realtà, elementi del piano dei dirottamenti suicidi erano noti all'FBI sin dal 1995 e, se uniti alle informazioni attuali, avrebbero potuto far scoprire il complotto».
Il libro di Paul Thompson The Terror Timeline (2004) include numerosi articoli che vengono spesso citati per sostenere che la tecnica di far schiantare degli aerei sugli edifici era nota agli ufficiali americani:
- Nel 1994, ci furono tre esempi di tentativi falliti di far schiantare intenzionalmente aerei su edifici, compreso uno in cui un pilota solitario fece schiantare un piccolo aereo sul prato della Casa Bianca[7].
- Il Progetto Bojinka fu un attentato terroristico su larga scala (poi sventato) da parte di terroristi di al-Qaeda; programmato per il gennaio 1995, l'obiettivo era quello di far saltare in aria undici aerei di linea e i loro passeggeri mentre volavano dall'Asia all'America.
- L'edizione del 2000 del rapporto annuale della FAA sugli Atti Criminali Contro l'Aviazione stabiliva che "non ci sono notizie che [Osama bin Laden] abbia attaccato l'aviazione civile, ma ha sia la motivazione e i mezzi per farlo", aggiungendo che "gli atteggiamenti antioccidentali e antiamericani di Bin Laden fanno di lui e dei suoi seguaci una minaccia significativa all'aviazione civile, particolarmente a quella americana".
- Nell'aprile 2001, il NORAD ha effettuato un'esercitazione militare in cui il Pentagono era reso incapace di agire; uno degli organizzatori del NORAD ha proposto lo schianto simulato sul Pentagono di un aereo di linea commerciale straniero dirottato, ma il Joint Chiefs of Staff ha respinto tale scenario come "troppo irrealistico"[8][9].
- Nel luglio 2001 al G8 di Genova vennero installate delle batterie di missili antiaerei in seguito ad una segnalazione che dei terroristi avrebbero tentato di far schiantare un aereo per uccidere George Bush e altri leader mondiali.[10]
- La mattina dell'11 settembre 2001, il National Reconnaissance Office, responsabile della gestione dei satelliti di riconoscimento americani, aveva in programma un'esercitazione che simulasse lo schianto di un velivolo nel loro edificio, il Pentagono, che dista 4 miglia (quasi 6 km e mezzo) dall'Aeroporto Internazionale di Washington-Dulles[11].

Un articolo del 2004 di USA Today intitolato NORAD had drills of jets as weapons ("Il NORAD ha svolto esercitazioni sull'utilizzazione di jet come armi") descrive esercitazioni del NORAD precedenti all'11 settembre che suggeriscono che fossero preparati per un attacco come quello dell'11 settembre:

«Nei due anni prima dell'11 settembre, il NORAD ha condotto delle esercitazioni in cui veniva simulato quello che la Casa Bianca sostiene fosse inimmaginabile all'epoca: aerei dirottati usati come armi da far schiantare contro dei bersagli e causare un numero elevato di vittime. Uno dei bersagli immaginati era il World Trade Center. In un altro esercizio, dei jet eseguivano un finto abbattimento sopra l'Oceano Atlantico di un jet ipoteticamente carico di veleni chimici diretto verso un bersaglio negli Stati Uniti. In una terza ipotesi, il bersaglio era il Pentagono, ma quella esercitazione non si è svolta dopo che gli ufficiali della Difesa avevano dichiarato che fosse irrealistico».

Il NORAD sarebbe stato quindi consapevole della minaccia di terroristi che dirottavano aerei di linea all'interno degli Stati Uniti, e ciononostante la loro possibile utilizzazione come missili sia stato negato dalla Commissione 11 settembre, che ha sostenuto più volte nel suo Rapporto che "La minaccia di terroristi che dirottano aerei di linea commerciali all'interno degli Stati Uniti e li utilizzano come missili non è stata riconosciuta dal NORAD prima dell'11 settembre."
Il Joint Inquiry del 2002 ha confermato che l'Intelligence Community aveva ricevuto almeno 12 rapporti in un periodo di 7 anni che suggerivano che i terroristi avrebbero potuto usare aerei come armi. Dopo aver discusso brevemente ciascuno di essi, afferma che "La CIA ha passato molti di questi rapporti all'FBI e alle agenzie responsabili di azioni di prevenzione, tra cui la FAA. [...] Nonostante questi rapporti, l'Intelligence Community non ha prodotto alcuna valutazione sulla probabilità che dei terroristi usassero aerei come armi, e apparentemente i policy makers americani rimasero inconsapevoli di questo genere di potenziale minaccia.". L'ex Consigliere per la sicurezza nazionale Sandy Berger ha testimoniato di fronte alla Joint Inquiry:

"Avevamo sentito dell'idea di aerei come armi, ma non ricordo che mi sia stata presentata alcuna informazione specifica su una minaccia riguardo ad un attentato di questo genere, o che sia stata sottolineata questa minaccia, o sia stato indicato che era più probabile di qualunque altra".

## Il dibattito
In particolare, per quanto riguarda l'attentato contro il Pentagono, alcuni complottisti criticano il fatto che non è mai stato mostrato dalle autorità un filmato che provi in modo indiscutibile che sul Pentagono si sia abbattuto effettivamente il volo di linea indicato.
L'unica sequenza di immagini resa pubblica e riguardante l'impatto contro il Pentagono non consente di individuare che tipo di oggetto abbia effettivamente colpito l'edificio, mentre successivamente è stato reso noto anche il contenuto di altre riprese, fatte dalle telecamere di una stazione di servizio e da quelle di un albergo. Tra queste riprese, secondo i critici della versione ufficiale, ci sarebbero le registrazioni delle telecamere del controllo del traffico autostradale che inquadravano di continuo il tratto presumibilmente attraversato dall'aereo negli ultimi metri del suo fatale viaggio, ma è stato appurato senza ombra di dubbio che tali immagini non vengono registrate.
Le centinaia di testimonianze visive dirette e concordi, e l'abbondante documentazione fotografica (che comprende numerosi frammenti di aereo, carlinga, motori, turbine, portelli, la "scatola nera" dell'aereo con i relativi dati di volo, i tracciati radar, i cadaveri ed il DNA dei viaggiatori nelle rovine del Pentagono), avvalorano però, in maniera difficilmente controvertibile, l'impatto dell'aereo dell'American Airlines.
In seguito a richiesta FOIA, è stata successivamente resa nota la testimonianza giurata di una agente speciale dell'FBI, Jacqueline Maguire, in cui si elencano tutti i video in possesso dell'FBI e i loro contenuti, da cui si è appreso che solo un video ha ripreso il momento dell'impatto e questo video è quello diffuso dal DoD, realizzato dalle due telecamere di sorveglianza dell'accesso carrabile al Pentagono.

## Il dubbio sull'impatto aereo
Le controversie proposte dalle tesi alternative riguardano vari temi e vertono su una serie di aspetti considerati dubbi che sarebbero riscontrabili nella versione conosciuta:
- La mancanza di reazione da parte delle forze aeree nonostante l'aereo abbia colpito il Pentagono un'ora e venti minuti dopo l'inizio degli attacchi. L'ipotesi complottista sulla presenza di difese anti-aeree al Pentagono è stata smentita[17].
- La possibilità che Hani Hanjour, pilota dilettante, sia riuscito a pilotare l'aereo contro il Pentagono, il tutto  compiendo una manovra che è stata giudicata particolarmente complicata da piloti ben più esperti di lui. A tale ipotesi complottista, è stato risposto con il fatto che Hanjour aveva conseguito una licenza commerciale di pilota dalla FAA, aveva alle spalle numerose ore di simulatore di volo, ed è stato necessario mantenere l'aereo allineato all'edificio solo per pochi secondi[18].
- Il fatto che l'attacco abbia colpito un'area dell'edificio al momento sottoutilizzata[senza fonte] perché in fase di restauro.
- Il fatto che il foro di entrata, nelle foto presentate originariamente dai complottisti, sia molto più piccolo rispetto alla sagoma di un Boeing 757. In realtà, questa affermazione è stata ampiamente smentita da alcune foto[19][20], che mostrano chiaramente come i danni alla base del Pentagono si estendano per circa 35 metri (un 757 è largo 38 metri).
- La presunta assenza di tracce inconfutabili dello schianto di un Boeing. Tesi smentita dalla documentazione fotografica e dalle testimonianze personali delle centinaia di testimoni e soccorritori presenti[19].
- La presunta assenza di pezzi o relitti che potessero appartenere a un Boeing 757. Tesi smentita da foto e testimonianze[19].
- La presunta assenza dei corpi dei passeggeri dell'aereo, poi smentita dall'identificazione positiva tramite DNA di 184 delle 189 vittime[19][21], e dalle numerose prove fotografiche.
- L'aereo fu in grado di volare per 19 minuti fuori dal controllo radar militare: questa circostanza fu documentata dalle perizie tecniche. A perdere l'aereo furono sì i radar militari (dislocati per coprire la costa atlantica ma non l'interno[22]) ma l'aereo fu comunque seguito dai radar dei controllori di volo civili anche se non fu possibile identificarlo per l'assenza di segnale del transponder.[23]
- Nessun caccia fu in grado di intercettare il velivolo nonostante siano intercorsi 51 minuti tra l'impatto del primo aereo contro il WTC e lo schianto del volo; come spesso avvenuto in passato il tempo necessario per intercettare un velivolo è ampio e nell'ordine di circa 1 ora.[24]
- L'aereo a seguito dell'impatto si è sbriciolato in parti molto piccole; molti rottami, anche di dimensioni superiori al metro, di motori, turbine, scatole nere, carlinga sono ben visibili nella documentazione fotografica[15], e riportanti i segni distintivi della flotta aerea della American Airlines;
- Sono state raccolte alcune testimonianze (anche se nettamente minoritarie, rispetto alle oltre cento testimonianze di testimoni oculari identificati nominalmente) che riportano che non si trattava di un aereo di linea, ma comunque di altro tipo di velivolo; il dato è falso poiché nessun dei testimoni ha escluso che si trattasse di un aereo di linea.[14]

Tali "versioni alternative", non specificano inoltre dove sarebbe allora andato a finire il volo AA77 con tutti i suoi passeggeri (il cui DNA è stato trovato tra le macerie e tutte le vittime sono state identificate attraverso esso); come sarebbe stato possibile distribuire centinaia di rottami aeronautici in pochi secondi davanti a numerose telecamere e centinaia di testimoni; come sarebbe stato possibile influenzare gravemente le testimonianze anche solo del centinaio di diversi testimoni oculari nominativamente identificati sulla scena (una lista nominativa, con riferimento di testimonianza, è messa a disposizione dal Dipartimento di Stato,); come sarebbero stati falsificati i dati di volo, registrati fino al momento dell'impatto dalle scatole nere che sono state trovate nel Pentagono (e che dimostrano rotta, velocità e quota dell'aereo dalla partenza fino all'impatto contro il Pentagono); etc.

## Testimonianze
Alcuni opinionisti, sostenitori di teorie del complotto, come David Ray Griffin (professore di teologia e filosofia delle religioni) o Thierry Meyssan (giornalista e attivista politico francese) in merito alle testimonianze, hanno analizzato l'attentato al Pentagono assegnando maggiore importanza ad alcune delle dichiarazioni rilasciate a caldo da coloro che hanno assistito o hanno udito lo schianto, etichettandole come prime testimonianze ed attribuendogli un'importanza fondamentale in quanto, secondo loro, le ricostruzioni dei testimoni raccolte in un secondo momento sarebbero state inquinate dalle influenze mediatiche.
Tra queste "prime testimonianze" vi sarebbe ad esempio quella di Lon Rains, direttore di “Space News”:
- «ero convinto che fosse un missile. È arrivato così veloce che non sembrava davvero un aeroplano»;[28]. In realtà Rains afferma[29] di avere solo sentito il sibilo del velivolo, e di avere solo visto la palla di fuoco dopo l'impatto.

Il giornalista Mike Walter invece, presente davanti al Pentagono al momento dello schianto, ha visto citata prima sul libro di Meyssan e poi innumerevoli volte sui documenti cospirazionisti la frase "It was like a cruise missile" ("Era come un missile Cruise") totalmente decontestualizzata dal resto della sua intervista in cui chiariva esplicitamente che si trattava effettivamente di un "plane, this jet, an American Airlines jet, coming" ("Un aereo, questo jet, un jet dell'American Airlines che si avvicinava"), al punto di aver deciso di denunciare pubblicamente la manomissione delle sue parole.
Durante le inchieste poi effettuate "oltre 100 testimoni oculari, ascoltati con nome e cognome, racconteranno di avere visto il Boeing con la livrea argentea della American Airlines scendere dalle colline, abbassarsi sopra l'autostrada 395 che affianca il Pentagono, colpire alcuni pali della luce prima di finire contro il fianco della fortezza.".
Sostenitori delle diverse ipotesi di complotto hanno voluto interpretare le diverse affermazioni dei testimoni come un elemento corroborante delle accuse di lacunosità e di presunte incongruenze nella versione conosciuta e accettata, nonostante queste frasi possano essere interpretate differentemente (ad esempio, dire che "sembrava un missile" non vuol necessariamente dire che si è visto un missile, ma un oggetto che per la velocità e la traiettoria era paragonabile al missile, compatibile quindi con velocità e traiettoria dell'aereo schiantato); secondo molti analisti scettici su tali ipotesi complottiste si tratta invece delle normali e frequenti divergenze che possono verificarsi nell'osservazione di un fenomeno emotivamente drammatico e di estrema brevità percettiva (il tema delle possibili divergenze nelle testimonianze è del resto tema ampiamente studiato da anni nell'ambito della psicologia sperimentale della testimonianza)

## I video dello schianto
In seguito all'attentato il Pentagono rilasciò alcune immagini dell'esplosione catturate da una telecamera di sicurezza dell'edificio; tuttavia nelle immagini è visibile chiaramente soltanto l'esplosione. Il 16 maggio 2006, grazie anche alla pressione del gruppo Judicial Watch, il Pentagono pubblica sul proprio sito web altri due filmati catturati da altre due telecamere di sicurezza; tuttavia anche tali filmati sono stati criticati per il fatto di essere costituiti da pochi fotogrammi a bassa definizione. I video mostrano una forte esplosione "preceduta da una nuvola bianca che, per gli esperti, rappresenta la scia lasciata dall'aereo toccando il terreno sul prato fuori dall'edificio [...]. Nei fermo-immagine si intravede quello che appare essere il 'naso' del Boeing. ". Le immagini "secondo il Pentagono, potrebbero mettere a tacere le mille teorie di complotto che hanno condizionato a lungo la dinamica dello schianto del volo dell'American Airlines.".
Secondo Paolo Attivissimo, "uno dei pochi aspetti interessanti dei "nuovi" filmati è che permettono di notare più chiaramente la brevissima durata della palla di fuoco, sostituita subito da una colonna di fumo, e il suo sviluppo. Per la sua forma ed evoluzione, la palla di fuoco è compatibile con l'incendio di una grande quantità di materiale infiammabile e non con un'esplosione (che non formerebbe volute ma proietterebbe materiale in tutte le direzioni)."
Da alcuni sostenitori della teoria del complotto viene ritenuta curiosa la coincidenza per la quale, per uno dei luoghi che si ritiene siano tra i più videosorvegliati del pianeta, non siano stati mostrati, relativamente all'attentato, che pochi confusi fotogrammi ripresi da una telecamera a bassa risoluzione. Viene ritenuto inoltre sospetto dagli stessi che i nastri delle numerose telecamere di sorveglianza poste nei paraggi siano stati prontamente sequestrati dalle autorità federali statunitensi nell'immediatezza dell'evento catastrofico e mai mostrati alla stampa: tale sequestro ha riguardato non solo le videocamere dello stesso Pentagono, considerate riservate, ma anche quelle di un famoso albergo, di una stazione di servizio e del controllo del traffico sull'autostrada cittadina (gestite dal Virginia Department of Transportation), tutte prospicienti il teatro della tragedia. Il contenuto di tali nastri (in tutto ne risultano sequestrati 85), che, stando alla traiettoria ipotizzata per l'aereo nei rapporti ufficiali, avrebbe potuto mostrare immagini dell'aereo in avvicinamento al Pentagono e probabilmente il suo impatto con l'edificio. Il 15 settembre 2006 è stato reso pubblico il filmato della stazione di servizio Citgo, e il 4 dicembre 2006 è stato reso pubblico anche il nastro dell'hotel Doubeltree: in entrambi i casi, i filmati non mostrano alcun particolare utile alle indagini. A queste osservazioni è stato replicato che il grado di sorveglianza mantenuto sul Pentagono non è particolarmente elevato, essendo paragonabile a quello mantenuto a beneficio di un ministero, tant'è vero che non esiste neppure una recinzione perimetrale, e che il sequestro dei filmati sarebbe conseguenza diretta della norme processuali statunitensi. Il numero di 85 video si riferisce al numero totale di video sequestrati riguardanti tutti gli eventi dell'11 settembre, Torri Gemelle comprese: di questi solo 13 sono relativi al Pentagono.

## Altre presunte incongruenze
Da parte di coloro che non credono alla versione conosciuta dei fatti riguardo all'11 settembre sono state diffuse, soprattutto mediante internet, analisi e documentazioni che pongono in dubbio la versione ufficiale; da queste fonti sono state avanzate ipotesi alternative quali l'impatto di un missile, o l'esplosione di una carica esplosiva, o viene avanzato il dubbio che l'aereo che ha colpito il Pentagono non fosse in realtà il Volo American Airlines 77. Alcuni degli aspetti della versione ufficiale posti in evidenza nei siti complottisti come possibili incongruenze sono ad esempio i seguenti fatti:
| Tesi complottista | Analisi |
| --- | --- |
| L'aereo ha una apertura alare di 38,05 m; la sezione di edificio colpita però, - stando alle ricostruzioni alternative a quella ufficiale - non sembra riportare tracce evidenti riconducibili allo schianto delle sue ali sulla facciata. Nelle riprese effettuate prima che la sezione coinvolta crollasse, è però visibile un unico foro di entrata, del diametro stimato di circa 5 metri, il quale, secondo le ricerche ufficiali, proseguirebbe fino al terzo anello dell'edificio, coinvolgendo numerosi pilastri di cemento armato e almeno sei muri massicci di diversa consistenza; | Il dato dei 5 metri del foro è semplicemente falso. Da foto dell'edificio, prima del crollo, si rileva che il foro di entrata è largo 35 metri È stato anche fatto notare come spesso i sostenitori delle teorie cospirazioniste abbiano presentato selezioni parziali delle fotografie della facciata del Pentagono, in modo tale da minimizzare i residui dell'aeromobile, la reale ampiezza delle aree danneggiate dalle ali ai lati del foro principale, e dei segni lasciati dalle ali. Una ricostruzione fotografica, con relative misurazioni, tesa a smontare tali contestazioni alla versione ufficiale è reperibile. Non essendoci muri portanti, il Pentagono è retto da colonne e tramezzi e l'area attraversata dall'aereo non presentava affatto 6 muri portanti. L'aereo, sfondata la facciata, si è frammentato contro le colonne e ha in parte sfondato la tramezza del terzo anello che dà sul corridoio all'aperto. |
| I danni apparenti causati dagli incendi all'arredamento della sezione colpita del Pentagono sono considerati da sostenitori dell'ipotesi complottista come tutto sommato inferiori a quelli che si ritiene si verifichino comunemente in caso di impatto e successiva combustione di migliaia di litri di carburante (come avvenuto al Pentagono stando alla versione ufficiale, corroborata dalle immagini degli incendi successivi allo schianto). In particolare in immagini riprese poco dopo il crollo della sezione coinvolta dell'edificio, sono visibili uno schedario con sopra un monitor che appaiono intatti, una scrivania apparentemente di legno che non sembra bruciata ed uno sgabello con sopra un libro aperto e le cui pagine appaiono integre in una foto in primo piano. | Le sezioni da cui provenivano tali oggetti non erano state colpite dall'aereo, ma erano semplicemente rimaste esposte all'aria dopo il collasso della facciata. |
| Il prato circostante il Pentagono non recherebbe tracce scavate dalla carlinga, dai motori o dalle ali dell'aereo. A differenza degli scenari ritenuti tipici dei disastri aerei, sarebbero visibili relativamente pochi rottami e di dimensioni modeste, e mancherebbero del tutto sia i bagagli, sia i corpi dei passeggeri, sia i sedili. Non ci sarebbero inoltre rottami attribuibili in particolare ai motori (Rolls-Royce RB211-535), i quali hanno un diametro della ventola di 1,88 m (74,1 pollici) ed una lunghezza di 2,99 m (117,9 pollici) | Ci sono decine di fotografie di rottami sul prato e dentro l'edificio. Si tratta per lo più di piccoli pezzi poiché solo le parti intorno all'asse sono talmente compatte da far escludere la possibilità che possano completamente disintegrarsi in caso d'impatto. Alcune ricerche hanno evidenziato come alcune delle foto diffuse dei rottami potrebbero essere compatibili con motori e carrello del Boeing 757. Un motore è stato ritrovato incastrato all'interno del Pentagono. |
| Secondo i complottisti appare assai improbabile che l'attentatore, dotato solo di una PPL, e dunque senza alcuna conoscenza del Flight Management Computer, sia riuscito a prendere i comandi di un Boeing. Inoltre, condurre un Boeing 757-223 a sei metri dal suolo alla velocità di 600 km/h sarebbe una manovra tecnicamente non realizzabile a causa dei vortici che si formerebbero al di sotto del velivolo. Tale Nela Sagadevan, che si dichiara pilota commerciale e ingegnere aeronautico, specializzato in aerodinamica, ritiene impossibile tale manovra, e sfiderebbe qualunque pilota al mondo a replicarla. | Sono stati sollevati molti dubbi tecnici motivati sulle affermazioni del sedicente pilota Sagadevan (che peraltro non risulta essere registrato nel database dei piloti statunitensi), che ad esempio sono ritenute imprecise, scorrette, o tecnicamente infondate da Giulio Bernacchia, pilota professionista. Su YouTube sono inoltre rinvenibili molti video di aerei di linea che volano radenti il terreno, la manovra è pericolosa ma viene spesso praticata ad esempio in occasioni di manifestazioni. Infine, la durata complessiva della parte di volo radente il suolo è di circa 300 metri, per un totale di poco più di 1 secondo di volo. |

## Le opere letterarie

### Il libro di Meyssan
Durante l'estate del 2002 è pubblicato anche in Italia il libro L'Effroyable Imposture di Thierry Meyssan. L'autore afferma che, a suo parere, non fu un aereo a colpire il Pentagono e ipotizza una sua spiegazione alternativa, basandosi su fotografie e documenti. Più in generale, Meyssan ritiene Bin Laden e la sua rete terroristica non responsabili degli attentati dell'11 settembre che - a suo parere - sarebbero stati orditi da oscuri (e non meglio definiti) centri di potere all'interno dell'amministrazione Usa. Riguardo all'attacco al Pentagono, Meyssan basa la sua argomentazione sul fatto che, a suo dire (ma tali ipotesi sono state sconfessate dalla documentazione fotografica) nel luogo dell'impatto non sarebbero stati ritrovati i detriti dell'aereo e mostra numerose foto come controprova della sua argomentazione.
È da rilevare che le fotografie di Meyssan sono autentiche e non ritoccate ma sono state scelte appositamente solo quelle in cui non comparivano detriti, escludendo attentamente tutte quelle che invece li comprendono chiaramente. In molte altre foto sono visibili i numerosi detriti riconducibili al Boeing 757 che confermano questa versione dei fatti, falsificando così completamente l'ipotesi di Meyssan. A ciò si aggiungono le molte testimonianze di soccorritori e testimoni.

### Il libro di Griffin

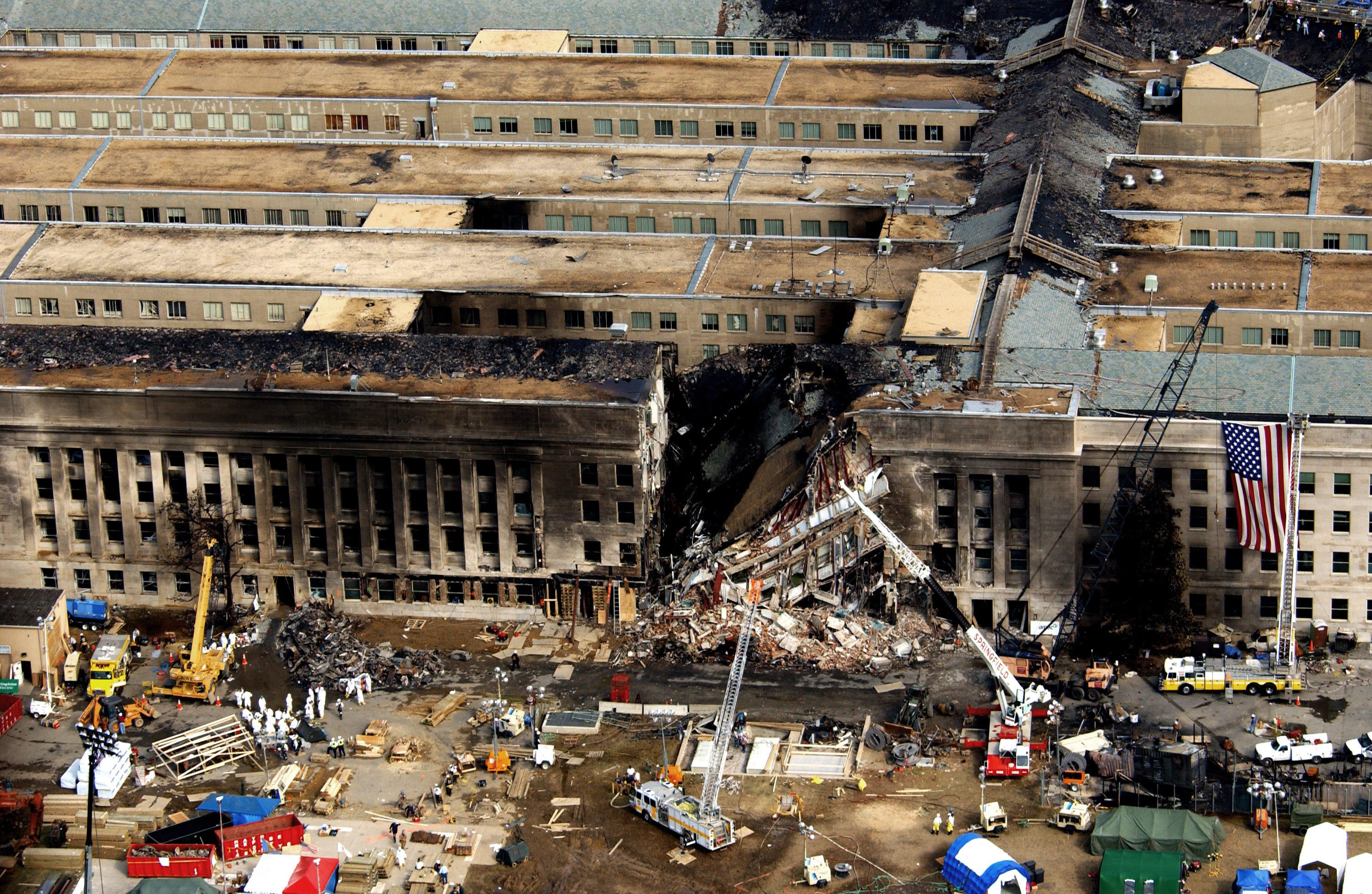
Foto del punto di impatto sul Pentagono

Griffin, nel suo libro, sostiene che esista una forte discrepanza tra le dichiarazioni e le ricostruzioni ufficiali dei comandi militari, e le numerose foto di dominio pubblico che testimoniano dei danni subiti dall'edificio del Pentagono in seguito all'attentato.
«Il fatto più evidente è che non essendoci altri segni di danneggiamento ai due lati dello squarcio, può esservi entrato soltanto il “muso” di un aereo [delle dimensioni di un Boeing 757]» (Griffin, cit., pag. 43). Se le cose stessero così, i vigili del fuoco avrebbero dovuto rinvenire i resti delle ali, motori compresi, sul prato circostante; il comandante dei vigili, al contrario, dichiarò, durante la conferenza stampa tenuta ventiquattrore dopo, di aver trovato «qualche frammento (...) non si trattava di parti consistenti (...) non ci sono pezzi della fusoliera, né niente del genere» (Plaugher: First all, the question about the aircraft, there are some small pieces of aircraft visible from the interior during this fire-fighting operation I'm talking about, but not large sections. In other words, there's no fuselage sections and that sort of thing.
Questa singola testimonianza tuttavia, che parla esplicitamente di pezzi d'aereo seppure di non grandi dimensioni, non intacca quanto provato dalle numerose foto sui rottami dell'aereo né quanto affermato da molti altri testimoni. Inoltre secondo i calcoli degli esperti dell'NTSB, il Boeing 757 pesava circa 82 tonnellate, di cui 16 erano il carburante a bordo. La massa di alluminio, kerosene, arredo di cabina, bagagli e passeggeri si schiantò contro il Dipartimento della Difesa statunitense a circa 850 chilometri l'ora. A quella velocità, dice Mete Sozen, specialista in costruzioni in cemento armato della Purdue University dell'Indiana, la fusoliera dell'aereo avrebbe opposto all'incirca la resistenza di "un budello di salsiccia".
Altri interrogativi che David Ray Griffin elenca nella sua analisi sui fatti qui trattati, in quanto, a suo parere, dalle risposte che le istituzioni americane volessero fornire ad essi, potrebbero trovare soluzione alcune delle più intricate incongruenze ancora - a suo dire - irrisolte.
| Tesi di Griffin | Analisi |
| --- | --- |
| «Perché i terroristi avrebbero colpito l'ala ovest del Pentagono?». Secondo il parere di Griffin, un pilota in grado di effettuare la manovra che portò il Boeing a schiantarsi – da più di 2000 metri d'altezza – sulla facciata inferiore dell'edificio governativo, avrebbe potuto scegliere un bersaglio più devastante, centrando con molta facilità il tetto e causando forse molte più vittime. Come scrive il “Los Angeles Times”: «[l'ala ovest] era l'unica ala del Pentagono dotata di sistema antincendio automatico e ristrutturata con una fitta maglia di pilastri e travi d'acciaio (e finestre antideflagrazione) per resistere alle esplosioni di eventuali bombe (…). Nell'area più colpita normalmente avrebbero lavorato 4.500 dipendenti, mentre quel giorno, a causa dei lavori non ancora terminati, non ne erano presenti più di 800» [LAT, 16 settembre 2001]. Tra le vittime si contò un solo generale; tutti gli altri erano civili, molti dei quali operai addetti ai lavori edili. | L'affermazione implica che i dirottatori conoscessero molto bene non solo il Pentagono ma anche lo stato di avanzamento dei lavori che interessavano l'edificio. Il dato sui morti inoltre è falso poiché in quell'ala morirono 55 militari. |
| «Un pilota privo di esperienza può aver guidato l'aereo?» La teoria ufficiale parla di piloti suicidi addestrati presso piccole scuole private. L'attivista statunitense Stan Goff ha affermato: «Un pilota che, a quel che vorrebbero farci credere, ha studiato in Florida in una scuola per saltafossi in cui si insegna ai novellini a condurre Piper e Cessna, esegue una magistrale spirale verso il basso, discende gli ultimi duemilacento metri in due minuti e mezzo, porta l'aereo in volo così basso e radente da tagliare i fili elettrici sulla strada davanti al Pentagono, e poi vola con precisione (…) contro la fiancata di quell'edificio, alla velocità di ottocentocinquanta chilometri l'ora». La tesi dell'impossibilità di compiere tale manovra è sostenuta anche da alcuni piloti. | Altri piloti sostengono invece che la manovra sia fattibile. Inoltre nessuno ha mai affermato che il dirottatore volesse colpire un preciso punto del Pentagono. Il Pentagono ha lati di 280 metri e ha una larghezza massima di quasi mezzo chilometro; ai dirottatori plausibilmente andava bene colpirlo in un punto qualsiasi. Inoltre Hani Hanjour, il dirottatore pilota, oltre che avere conseguito un brevetto di pilota commerciale nell'aprile del 1999 era più volte tornato a addestrarsi in scuole di volo. Hanjour aveva accumulato 600 ore di volo e si era addestrato al simulatore del Boeing 737, che è un aereo estremamente simile al Boeing 757 |
| «Davvero il volo 77 sparì per mezz'ora?» Resta senza risposta il fatto che il volo incriminato abbia potuto procedere per 29 minuti in direzione di Washington senza essere rilevato da alcun sistema radar. Questo dubbio potrebbe però essere spiegato dal fatto che, avendo il transponder spento, la traccia radar dell'aereo dirottato veniva ad essere priva di identificazione, e quindi confusa tra le tracce degli altri aerei in volo. Tuttavia, secondo i sostenitori della teoria del complotto, proprio la presenza di una traccia orfana, indicando la presenza di un volo fuori rotta e non identificato, avrebbe dovuto far scattare tempestivamente un allarme. | Il volo non sparì per mezz'ora, a perdere l'aereo furono solamente i radar militari; l'aereo fu comunque seguito dai radar dei controllori di volo civili anche se non fu possibile identificarlo per l'assenza di segnale del trasponder;. Le procedure di "allarme" inoltre contemplavano il mettersi in moto di una serie di azioni, cosa che avvenne. |
| «Perché il Pentagono non fu evacuato?». Perché i funzionari del Ministero della difesa, al corrente degli attacchi al WTC, non ordinarono l'evacuazione dell'edificio? «E se pure non lo fecero subito dopo le 8.56, perché neanche alle 9.25, quando vennero a sapere che i controllori del traffico aereo avevano individuato un apparecchio non identificato che si spostava a grande velocità in direzione del Pentagono e della Casa Bianca? Nei restanti 13 minuti, si potevano probabilmente mettere in salvo quasi tutti» [Griffin, cit., pag. 57]. | Probabilmente l'edificio non fu fatto evacuare perché nessuno si aspettava che un aereo dirottato venisse usato come arma; un fatto come quello infatti non era mai accaduto prima. L'autorizzazione all'abbattimento di aerei civili dirottati, la mattina dell'11 settembre 2001, giunse solo alle ore 10:10 circa (vedi la cronologia dei fatti), quando il volo AA77 si era già schiantato contro il Pentagono (ore 09:37). Si è inoltre a conoscenza che nessuno sapeva che il volo AA77 stesse puntando sul Pentagono e persino alla stessa Casa Bianca l'evacuazione iniziò alle ore 09:45, pochi minuti dopo l'impatto dell'aereo contro il Pentagono.       |